# دون وارد (لاعب هوكي جليد)
دون وارد هو لاعب هوكي جليد كندي، ولد في 19 أكتوبر 1935 في سارنيا في كندا، وتوفي في 6 يناير 2014 في شورلين في الولايات المتحدة بسبب مرض.

## وصلات خارجية
- دون وارد على موقع دوري الهوكي الوطني (الإنجليزية)
- دون وارد على موقع قاعة مشاهير الهوكي (لاعب أن.إتش.أل) (الإنجليزية)
- دون وارد على موقع EliteProspects.com (الإنجليزية)
- دون وارد على موقع HockeyDB.com (الإنجليزية)
- دون وارد على موقع Hockey-Reference.com (الإنجليزية)